# Konětopy (Pnětluky)
Konětopy (katastrální území Konětopy u Pnětluk) jsou vesnice v okrese Louny a současně část obce Pnětluky. Leží v údolí severně od Pnětluk, při ústí Pnětluckého potoka do Hasiny.

## Historie
První písemná zmínka o Konětopech pochází z roku 1357, kdy krčmářka Maruše z Pnětluk prodala čtvrt lánu svého pozemku v Pnětlukách. Ve stejném roce se jako majitel platu v Konětopech uvádí Albrecht z Kolovrat, zakladatel ročovského kláštera a městečka Ročov. Kolovratům patřily Konětopy až do roku 1523, kdy získali panství Pravda s Konětopy a několika dalšími vesnicemi Lobkovicové. V roce 1538 vytvořili z Konětop, Solopysk a Markvarce samostatné dominium. Roku 1802 je koupili Schwarzenbergové a připojili je k panství Cítoliby. Administrativní spojení těchto tří vesnic pokračovalo i po správní reformě roku 1849, kdy vytvořily jednu obec. Při územně-správní reformě z roku 1960 v Konětopech samostatný místní národní výbor zanikl a vesnice se stala osadou Pnětluk. Další reforma z roku 1981 přinesla připojení k Hřivicím, od roku 1990 jsou Konětopy opět spravovány z obecního úřadu v Pnětlukách.

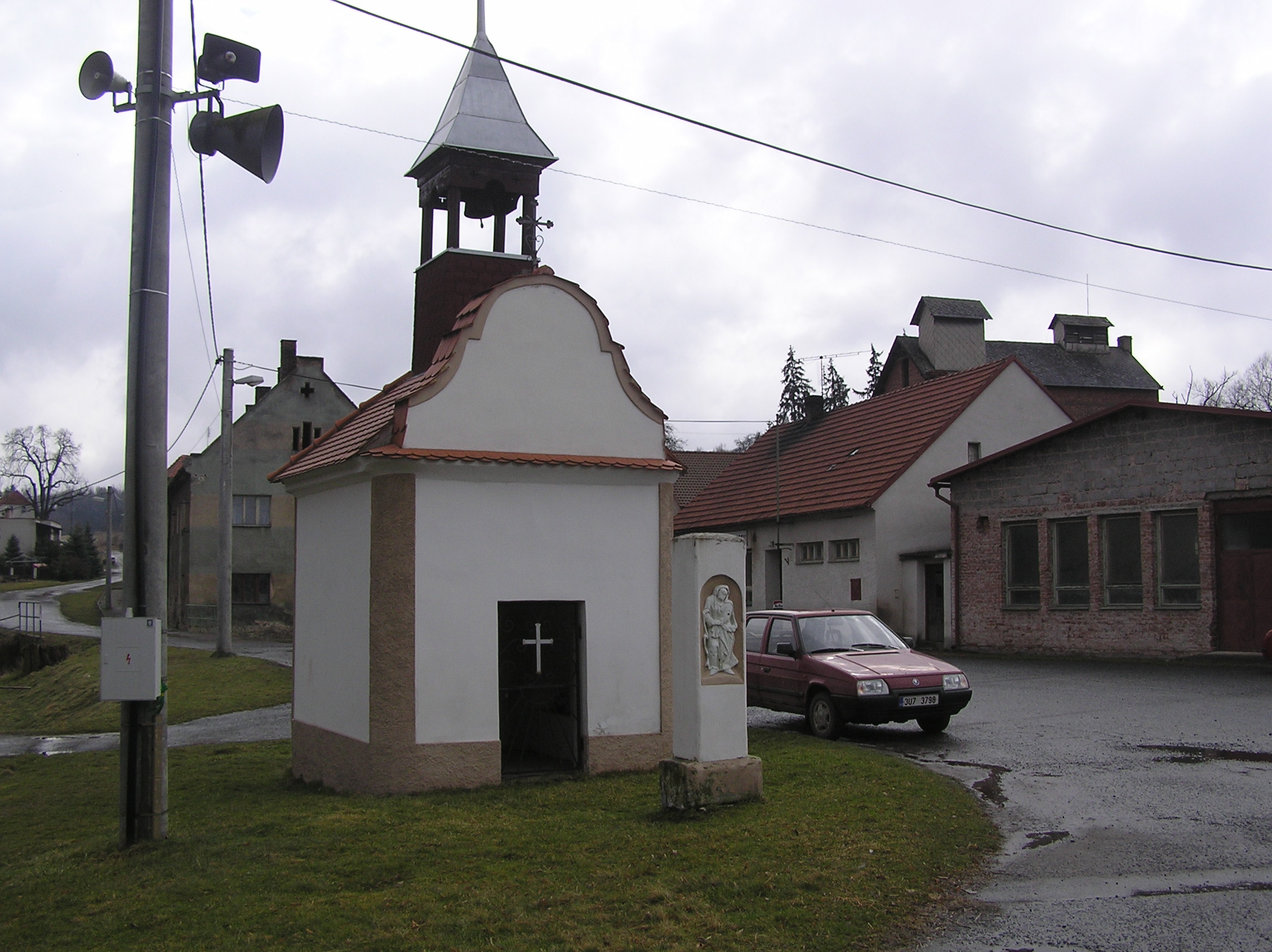
Kaplička na návsi

Berní rula z roku 1654 v Konětopech zachycuje celkem devět usedlostí: šest selských a tři chalupnické. Počet devíti usedlostí zřejmě odpovídá i středověké dispozici. Intravilán vesnice se v raném novověku příliš neměnil: také tereziánský katastr z roku 1757 v Konětopech uvádí deset statků. Mlýn byl ve vsi jistě již ve středověku, písemně doložený je až v roce 1690. Už v první polovině 19. století se v Konětopech pěstoval kvalitní chmel. V roce 1909 zde vznikla místní pobočka Českého chmelařského spolku.
Roku 1891 byla otevřena jednotřídní škola. Nejstarším spolkem ve vsi jsou hasiči, založení roku 1894, roku 1900 sehráli první představení místní ochotníci. V roce 1904 byla dokončena stavba železnice Louny–Rakovník se zastávkou v Konětopech. Elektrifikovány byly Konětopy roku 1924, telefon byl do vesnice zaveden roku 1937. V rámci kolektivizace začátkem padesátých let 20. století bylo v Konětopech postiženo pět rodin zemědělců: konfiskací majetku, uvězněním a nuceným vystěhováním. Všichni zemědělci museli vstoupit do JZD, založeného v roce 1952. Družstvo se orientovalo na pěstování chmele, v roce 1955 byla postavena velká sušárna, o čtyři roky později automatická chmelová česačka. Každoročně na přelomu srpna a září přijížděli do vsi česáči z řad studentů, pro něž se roku 1959 postavily ubytovny.
V obci se narodil František Štýdl, pedagog a historik sousedních Hřivic.

## Obyvatelstvo
|                                                                        | 1869 | 1880 | 1890 | 1900 | 1910 | 1921 | 1930 | 1950 | 1961 | 1970 | 1980 | 1991 | 2001 | 2011 |
| ---------------------------------------------------------------------- | ---- | ---- | ---- | ---- | ---- | ---- | ---- | ---- | ---- | ---- | ---- | ---- | ---- | ---- |
| Obyvatelé                                                              | 294  | 297  | 336  | 324  | 349  | 365  | 299  | 229  | 198  | 192  | 166  | 108  | 113  | 108  |
| Domy                                                                   | 40   | 41   | 47   | 48   | 56   | 62   | 69   | 76   | .    | 60   | 57   | 62   | 64   | 66   |
| Počet domů z roku 1961 je zahrnut v celkovém počtu domů obce Pnětluky. |      |      |      |      |      |      |      |      |      |      |      |      |      |      |

## Doprava

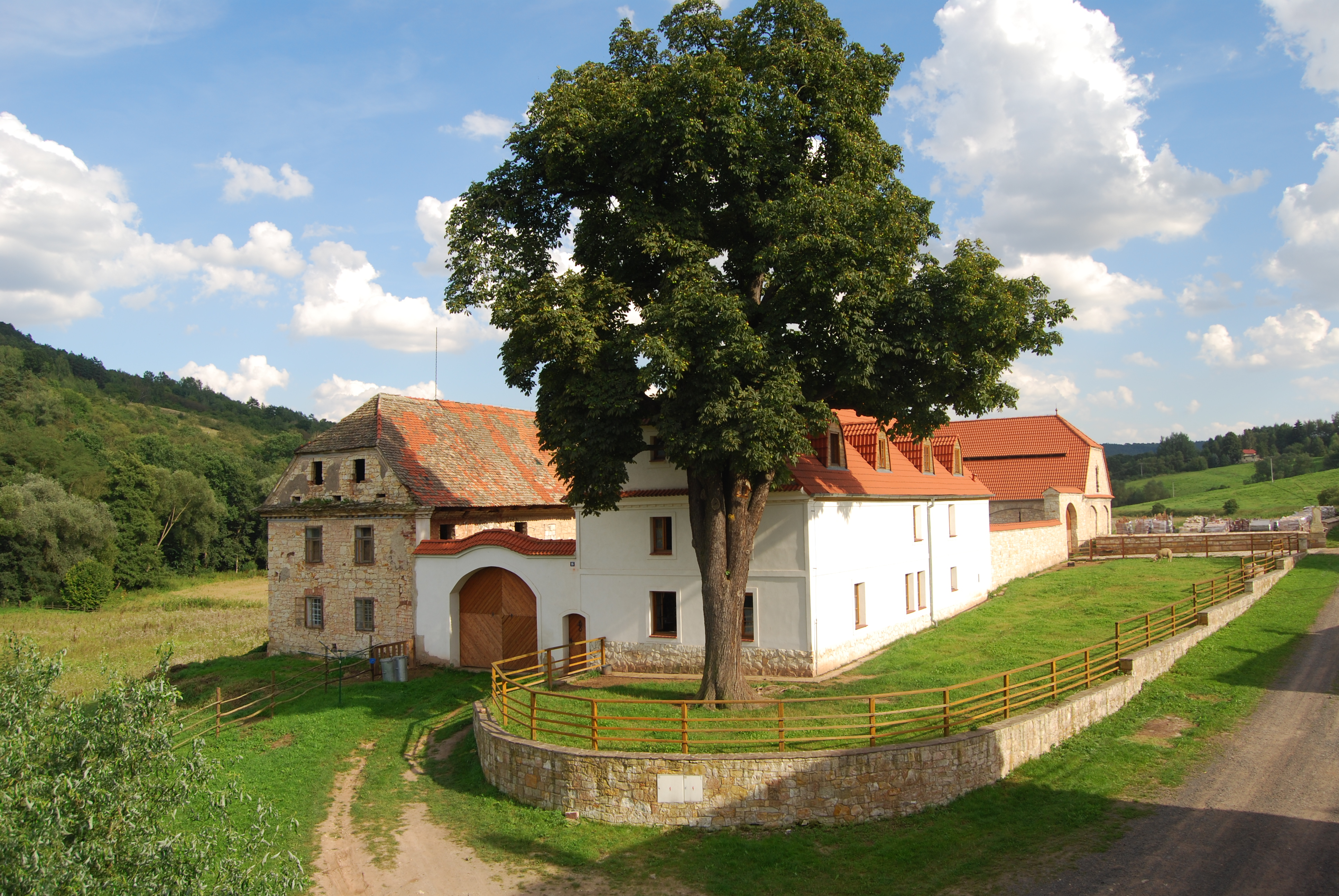
Statek č. p. 16 u Kleinů; v popředí památný jírovec maďal

U železniční zastávky Konětopy je východiště značených turistických cest, vedoucích do lesních partií Přírodního parku Džbán a do Podlesí na Lounsku.

## Pamětihodnosti
- Jihozápadně od vesnice se nachází zřícenina hradu Pravda. Hrad byl založen pravděpodobně rodem Kolovratů v polovině 15. století. Z Konětop k němu vede červeně značená turistická trasa.
- Kaplička na návsi, pravděpodobně z první čtvrtiny 19. století
- Plastika Panny Marie v nice sloupku před kapličkou, ze stejné doby jako kaple.
- Statek č. p. 16 U Kleinů, na jižním okraji vsi. Rozlehlé hospodářství se dvěma obytnými budovami a stodolou. Zdivo vykazuje nejméně dvě stavební fáze, nejstarší zřejmě z konce 18. století.
- Jírovec u Kleinova statku, památný strom, zhruba 150letý jírovec maďal
- Pomník obětem první světové války z roku 1935.

## Galerie

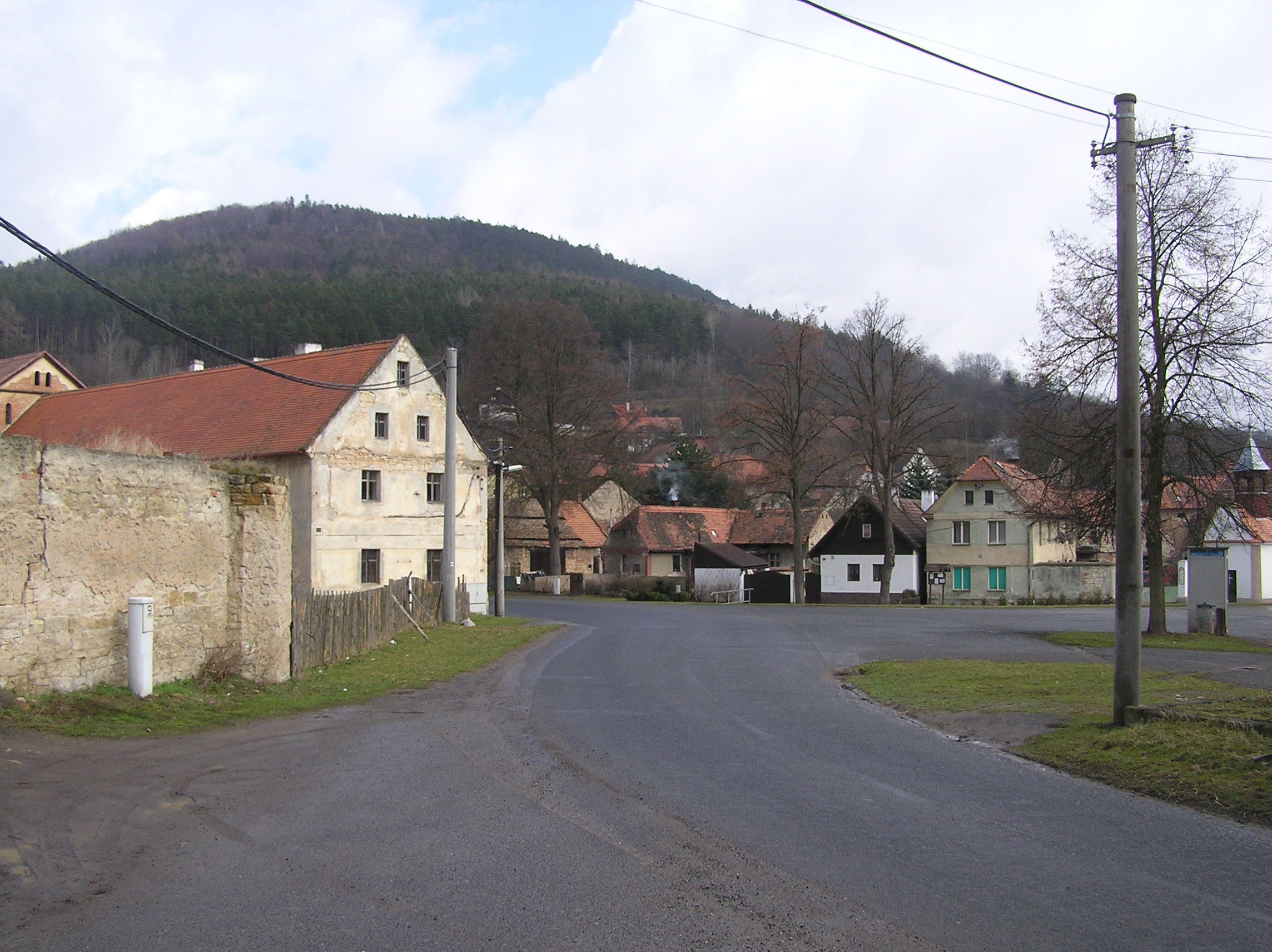
Kopec Bor nad vsí
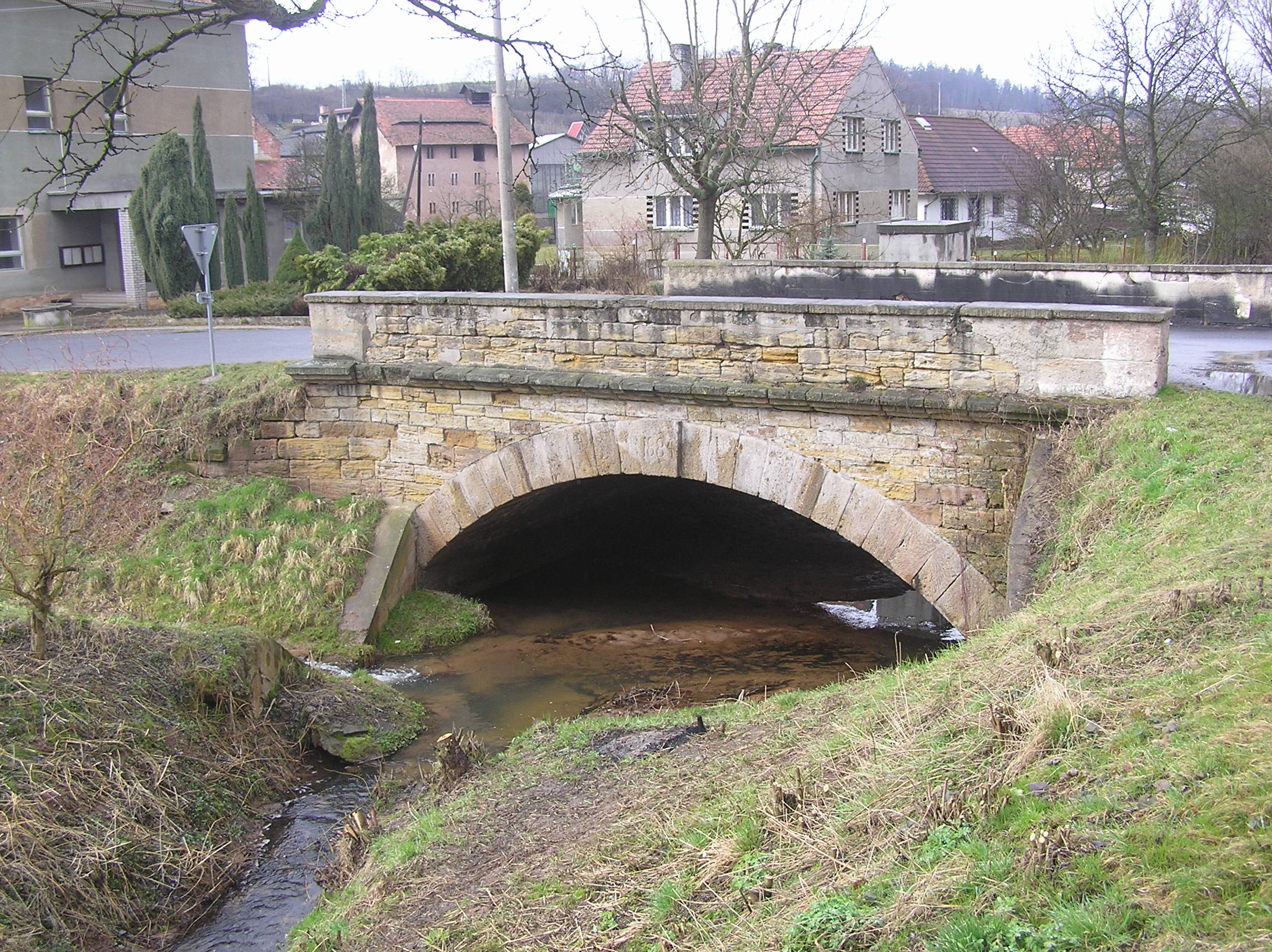
Most přes Hasinu z roku 1884
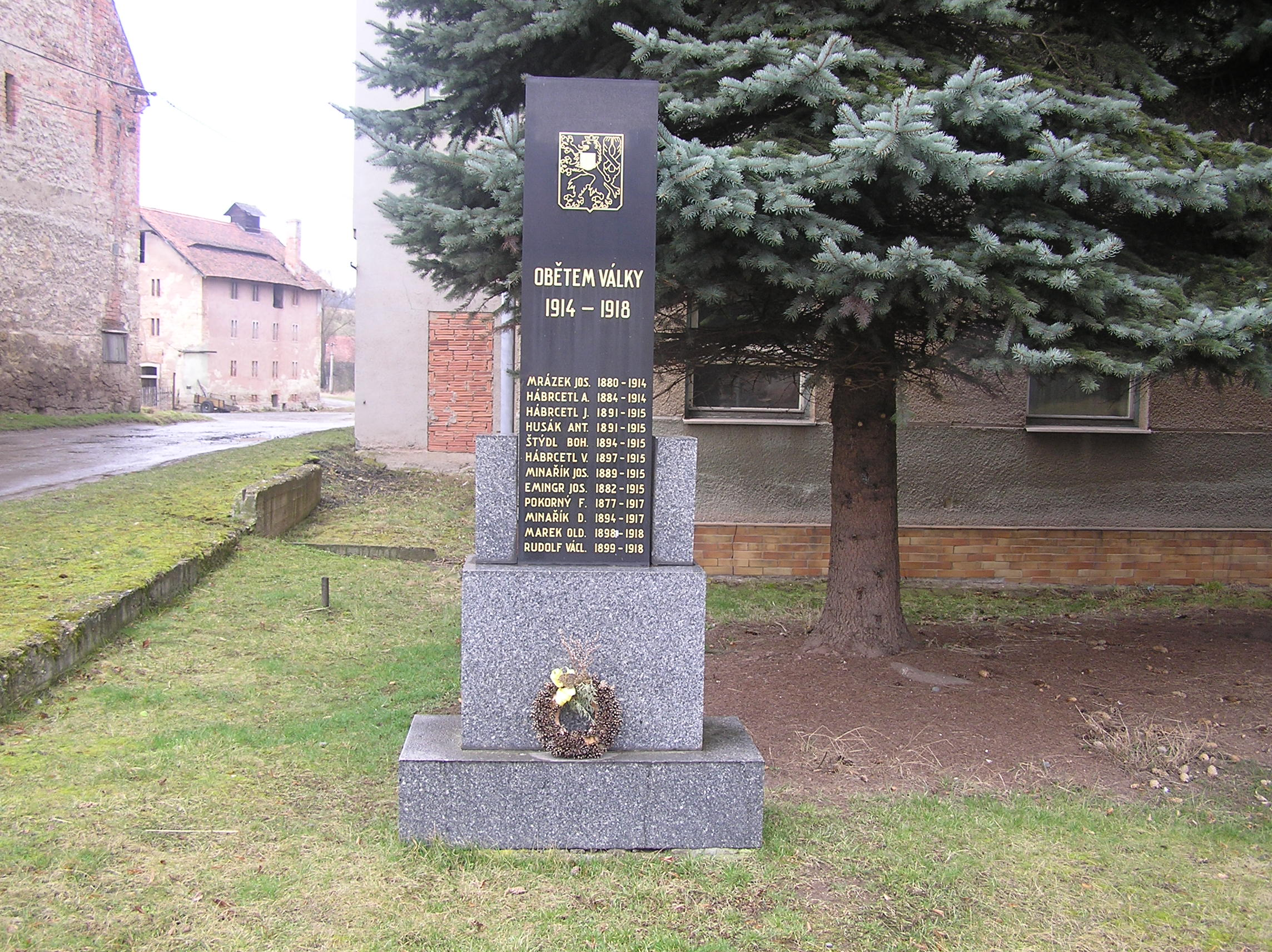
Pomník padlým v první světové válce
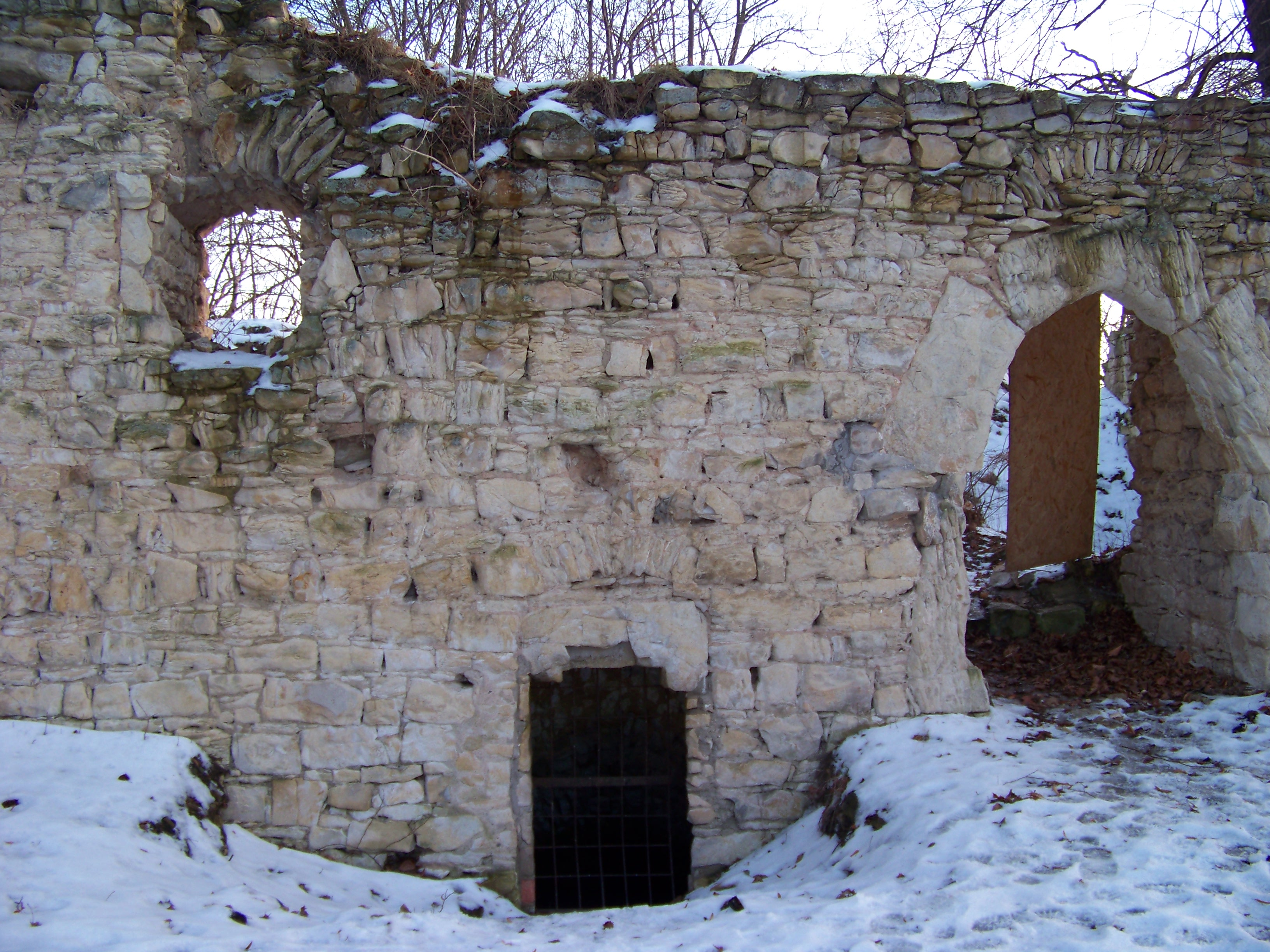
Zřícenina paláce na Pravdě